# Raymond & Ray
Raymond & Ray ist eine Tragikomödie von Rodrigo García, die im September 2022 beim Toronto International Film Festival ihre Premiere feierte und im Oktober 2022 in das Programm von Apple TV+ aufgenommen wurde.

## Handlung
Die Halbbrüder Ray und Raymond begegnen sich bei der Beerdigung ihres Vaters wieder. Sie hatten beide immer ihre Schwierigkeiten mit ihrem harten Vater, und in ihnen schlummert viel Wut und Schmerz. Trotzdem haben die Söhne ihren Sinn für Humor nicht verloren, und seine Beerdigung bietet ihnen die Gelegenheit, sich neu zu erfinden. Anders als sie selbst waren alle anderen Menschen, die ihren Vater kannten, von diesem offenbar begeistert, so dessen Ex-Geliebte Lucía, seine Pflegerin Kiera und auch der Priester bei dessen Beerdigung.

## Produktion
Regie führte Rodrigo García, der auch das Drehbuch schrieb.
Ewan McGregor und Ethan Hawke spielen in den Titelrollen die Halbbrüder Raymond und Ray. Maribel Verdú spielt Lucía, die Geliebte ihres Vaters. Sophie Okonedo ist in der Rolle seiner Pflegerin Kiera zu sehen. Vondie Curtis-Hall spielt Reverend West, den Priester bei seiner Beerdigung.
Die Dreharbeiten wurden im Oktober 2021 in Richmond begonnen. Von 18. bis 21. Oktober 2021 drehte man in Hopewell. Weitere Aufnahmen entstanden im November 2021 auf dem Oakwood Cemetery in Richmond. Als Kameramann fungierte Igor Jadue-Lillo, mit dem García bereits für seinen Film Passengers zusammenarbeitete.
Die Filmmusik komponierte Jeff Beal. Das Soundtrack-Album mit insgesamt 26 Musikstücken wurde am 21. Oktober 2022 von Lakeshore Records als Download veröffentlicht.
Die Premiere erfolgte am 13. September 2022 beim Toronto International Film Festival. Im Oktober 2022 wird er beim Busan International Film Festival und beim Chicago International Film Festival vorgestellt. Am 21. Oktober 2022 wurde der Film in das Programm von Apple TV+ aufgenommen.

## Rezeption

### Kritiken
Thomas Schultze beschreibt den Film in seiner Kritik für Blickpunkt:Film als eine Charakterstudie mit einem verblüffend jazzigen Rhythmus und als ein einfühlsamen Drama mit Bodenhaftung, das seinen Helden noch einmal eine Chance gibt, auch wenn nicht beide sie nutzen werden. Das Ganze habe etwas Theaterhaftes, Tennessee Williams very light, aber man fühle sich wohl mit dem Film, seinen hübschen Überraschungen und kleinen Volten und den so untypischen Figuren, die sich Rodrigo García ausgedacht hat und deren Frustrationen und Enttäuschungen man gut nachvollziehen könne.
In einer Kritik im Lexikon des internationalen Films heißt es, die Absurditäten und Zumutungen am Tag der Beisetzung schälten sukzessive die Wut und den Schmerz frei, den beide tief vergraben haben, eröffneten aber auch neue Perspektiven auf den Verstorbenen, der sich in seinen späteren Jahren stark verändert hatte. Das Drama sei in seiner bühnenhaften, dialoglastigen Inszenierung filmisch recht unambitioniert. Die temporäre Intimität der Beerdigung treffe es jedoch ebenso gut, wie das fantastische Hauptdarstellerpaar die Befindlichkeiten der Protagonisten und ihre Beziehung herausarbeite.

### Auszeichnungen
Festa del Cinema di Roma 2022
- Nominierung im Hauptwettbewerb[18]

## Synchronisation
Die deutsche Synchronisation entstand nach einem Dialogbuch und der Dialogregie von Martin Halm im Auftrag der FFS Film- & Fernseh-Synchron GmbH, München.
| Darsteller          | Synchronsprecher       | Rolle         |
| ------------------- | ---------------------- | ------------- |
| Ethan Hawke         | Frank Schaff           | Ray           |
| Ewan McGregor       | Philipp Moog           | Raymond       |
| Todd Louiso         | Achim Buch             | Canfield      |
| Dominic Ward        | Peter Lehn             | Felix         |
| Tom Bower           | Peter Musäus           | Harris        |
| Lyeneal Griffin     | Simon Pearce           | Jonas         |
| Laura Linda Bradley | Pia Amofa-Antwi        | Kassiererin   |
| Jennifer Esquivel   | Pia Amofa-Antwi        | Kellnerin     |
| Sophie Okonedo      | Ursula Berlinghof      | Kiera         |
| Jalyn Baiden        | (–)                    | Layla         |
| Chris Silcox        | Felix Auer             | Leon          |
| Maribel Verdú       | Claudia Lössl          | Lucia         |
| Oscar Nuñez         | Martin Halm            | Mendez        |
| Leydi Morales       | Anna Ewelina           | Polizistin    |
| Vondie Curtis-Hall  | Frank Engelhardt       | Reverend West |
| Angie Campbell      | Carolin Hartmann       | Rose          |
| Maxim Swinton       | Leon Santos Burmeister | Simon         |
| Chris Grabher       | Peter Lewys Preston    | Vincent       |
|                     | Solveig Duda           | Bonnie        |